# Honorine Mafeguim
Honorine Mafeguim, née le 11 mars 1980, est une judokate et samboïste camerounaise. 

## Carrière
Elle est médaillée de bronze dans la catégorie des moins de 70 kg aux Championnats d'Afrique de judo 2002 au Caire puis médaillée d'argent dans la catégorie des moins de 78 kg aux Jeux africains de 2011 à Maputo.
En sambo, elle est médaillée d'or dans la catégorie des moins de 80 kg aux Championnats d'Afrique de sambo 2016 à Niamey.